# Regierung McMahon
Die Regierung McMahon regierte Australien vom 10. März 1971 bis zum 5. Dezember 1972. Es handelte sich um eine Koalitionsregierung der Liberal Party (LP) und der Country Party (CP).
Premierminister John Gorton verlor zunehmend an Unterstützung innerhalb seiner Partei. Als er auf einer Parteiversammlung am 10. März 1971 die Vertrauensfrage stellte, ging die Abstimmung unentschieden aus, woraufhin er zurücktrat. Sein Nachfolger als Parteivorsitzender und Premierminister wurde Außenminister William McMahon. Bei der Wahl am 2. Dezember 1972 errang die oppositionelle Labor Party mit 67 von 125 Sitzen im Repräsentantenhaus eine absolute Mehrheit. Es folgte eine Laborregierung unter Gough Whitlam.

## Ministerliste
| Kabinett                                                                          | Kabinett           | Kabinett | Kabinett                              | Kabinett |
| Amt                                                                               | Minister           | Partei   | Amtszeit                              | Bild     |
| --------------------------------------------------------------------------------- | ------------------ | -------- | ------------------------------------- | -------- |
| Premierminister                                                                   | William McMahon    | LP       | 10. März 1971 – 5. Dezember 1972      |          |
| Außenminister                                                                     | William McMahon    | LP       | 10. März 1971 – 22. März 1971         |          |
| Außenminister                                                                     | Les Bury           | LP       | 22. März 1971 – 2. August 1971        |          |
| Außenminister                                                                     | Nigel Bowen        | LP       | 2. August 1971 – 5. Dezember 1972     |          |
| Minister für Handel und Industrie und stellvertretender Premierminister           | Doug Anthony       | CP       | 10. März 1971 – 5. Dezember 1972      |          |
| Verteidigungsminister                                                             | John Gorton        | LP       | 10. März 1971 – 13. August 1971       |          |
| Verteidigungsminister                                                             | David Fairbairn    | LP       | 13. August 1971 – 5. Dezember 1972    |          |
| Minister für die Grundstoffindustrie                                              | Ian Sinclair       | CP       | 10. März 1971 – 5. Dezember 1972      |          |
| Generalpostmeister                                                                | Alan Hulme         | LP       | 10. März 1971 – 5. Dezember 1972      |          |
| Vizepräsident des Executive Council                                               | Alan Hulme         | LP       | 10. März 1971 – 5. Dezember 1972      |          |
| Minister für Versorgung                                                           | Ken Anderson       | LP       | 10. März 1971 – 2. August 1971        |          |
| Gesundheitsminister                                                               | Ken Anderson       | LP       | 2. August 1971 – 5. Dezember 1972     |          |
| Schatzminister                                                                    | Les Bury           | LP       | 10. März 1971 – 22. März 1971         |          |
| Schatzminister                                                                    | Billy Snedden      | LP       | 22. März 1971 – 5. Dezember 1972      |          |
| Minister für nationale Entwicklung                                                | Reginald Swartz    | LP       | 10. März 1971 – 5. Dezember 1972      |          |
| Minister für Schifffahrt und Verkehr                                              | Peter Nixon        | CP       | 10. März 1971 – 5. Dezember 1972      |          |
| Minister für Arbeit und Wehrpflicht                                               | Billy Snedden      | LP       | 10. März 1971 – 22. März 1971         |          |
| Minister für Arbeit und Wehrpflicht                                               | Phillip Lynch      | LP       | 22. März 1971 – 5. Dezember 1972      |          |
| Minister für Bildung und Wissenschaft                                             | Nigel Bowen        | LP       | 10. März 1971 – 22. März 1971         |          |
| Minister für Bildung und Wissenschaft                                             | David Fairbairn    | LP       | 22. März 1971 – 20. August 1971       |          |
| Minister für Bildung und Wissenschaft                                             | Malcolm Fraser     | LP       | 20. August 1971 – 5. Dezember 1972    |          |
| Generalstaatsanwalt                                                               | Nigel Bowen        | LP       | 22. März 1971 – 2. August 1971        |          |
|                                                                                   |                    |          |                                       |          |
| Juniorminister                                                                    |                    |          |                                       |          |
| Minister für Versorgung                                                           | Victor Garland     | LP       | 2. August 1971 – 5. Dezember 1972     |          |
| Minister für Außenterritorien                                                     | Charles Barnes     | CP       | 10. März 1971 – 25. Januar 1972       |          |
| Minister für Außenterritorien                                                     | Andrew Peacock     | LP       | 2. Februar 1972 – 5. Dezember 1972    |          |
| Gesundheitsminister                                                               | Jim Forbes         | LP       | 10. März 1971 – 22. März 1971         |          |
| Gesundheitsminister                                                               | Ivor Greenwood     | LP       | 22. März 1971 – 2. August 1971        |          |
| Minister/in für Wohnraum                                                          | Annabelle Rankin   | LP       | 10. März 1971 – 22. März 1971         |          |
| Minister/in für Wohnraum                                                          | Kevin Cairns       | LP       | 22. März 1971 – 5. Dezember 1972      |          |
| Minister für Einwanderung                                                         | Phillip Lynch      | LP       | 10. März 1971 – 22. März 1971         |          |
| Minister für Einwanderung                                                         | Jim Forbes         | LP       | 22. März 1971 – 5. Dezember 1972      |          |
| Sozialminister                                                                    | Bill Wentworth     | LP       | 10. März 1971 – 5. Dezember 1972      |          |
| Bauminister                                                                       | Reg Wright         | LP       | 10. März 1971 – 5. Dezember 1972      |          |
| Minister für die Luftfahrt                                                        | Bob Cotton         | LP       | 10. März 1971 – 5. Dezember 1972      |          |
| Minister für Zölle und Verbrauchssteuern                                          | Don Chipp          | LP       | 10. März 1971 – 5. Dezember 1972      |          |
| Minister für die Luftwaffe                                                        | Tom Drake-Brockman | CP       | 10. März 1971 – 5. Dezember 1972      |          |
| Generalstaatsanwalt                                                               | Tom Hughes         | LP       | 10. März 1971 – 22. März 1971         |          |
| Generalstaatsanwalt                                                               | Ivor Greenwood     | LP       | 2. August 1971 – 5. Dezember 1972     |          |
| Minister für Repatriierung                                                        | Mac Holten         | CP       | 10. März 1971 – 5. Dezember 1972      |          |
| Armeeminister                                                                     | Andrew Peacock     | LP       | 10. März 1971 – 2. Februar 1972       |          |
| Armeeminister                                                                     | Robert Katter      | CP       | 2. Februar 1972 – 5. Dezember 1972    |          |
| Marineminister                                                                    | James Killen       | LP       | 10. März 1971 – 22. März 1971         |          |
| Marineminister                                                                    | Malcolm Mackay     | LP       | 22. März 1971 – 5. Dezember 1972      |          |
| Innenminister                                                                     | Ralph Hunt         | CP       | 10. März 1971 – 5. Dezember 1972      |          |
| Minister für Umwelt, Aborigines und Kunst                                         | Peter Howson       | LP       | 10. März 1971 – 5. Dezember 1972      |          |
| Tourismusminister                                                                 | Peter Howson       | LP       | 31. Mai 1971 – 5. Dezember 1972       |          |
| Assistant Minister für Angelegenheiten der Aborigines im Amt des Premierministers | Bill Wentworth     | LP       | 10. März 1971 – 31. Mai 1971          |          |
| Assistant Minister zur Unterstützung des Premierministers                         | Andrew Peacock     | LP       | 10. März 1971 – 27. Mai 1971          |          |
| Assistant Minister zur Unterstützung des Premierministers                         | Don Dobie          | LP       | 20. August 1971 – 5. Dezember 1972    |          |
| Assistant Minister für Tourismus im Ministerium für Handel und Industrie          | Reg Wright         | LP       | 10. März 1971 – 31. Mai 1971          |          |
| Assistant Minister für Handel und Industrie                                       | Mac Holten         | CP       | 20. August 1971 – 5. Dezember 1972    |          |
| Assistant Minister im Ministerium für die Grundstoffindustrie                     | Robert King        | CP       | 5. Oktober 1971 – 5. Dezember 1972    |          |
| Assistant Minister beim Generalpostmeister                                        | Ian Robinson       | CP       | 20. August 1971 – 5. Dezember 1972    |          |
| Assistant Minister im Schatzministerium                                           | Phillip Lynch      | LP       | 10. März 1971 – 22. März 1971         |          |
| Assistant Minister im Schatzministerium                                           | Andrew Peacock     | LP       | 27. Mai 1971 – 2. Februar 1972        |          |
| Assistant Minister im Schatzministerium                                           | Victor Garland     | LP       | 21. März 1972 – 5. Dezember 1972      |          |
| Assistant Minister für nationale Entwicklung                                      | Don Chipp          | LP       | 27. Mai 1971 – 5. Dezember 1972       |          |
| Assistant Minister für Arbeit und Wehrpflicht                                     | Tony Street        | LP       | 20. August 1971 – 5. Dezember 1972    |          |
| Assistant Minister für Gesundheit                                                 | John Marriott      | LP       | 14. September 1971 – 5. Dezember 1972 |          |
| Assistant Minister für Luftfahrt                                                  | John McLeay        | LP       | 20. August 1971 – 5. Dezember 1972    |          |